# Zielbeziehungsmatrix
Die Zielbeziehungsmatrix ist ein Organisationsmittel in Form einer Matrix, die bei mindestens zwei gleichrangigen Zielen deren Zielbeziehungen untersucht und dem Entscheidungsträger Informationen für eine zielorientierte Entscheidung liefert.

## Allgemeines
Insbesondere in Unternehmen werden mehrere, gleichrangig zu verfolgende Unternehmensziele gesetzt (etwa Gewinnmaximierung, Liquidität, Rentabilität, Risikotragfähigkeit, Sicherheit). Da diese Ziele oft in Zielkonkurrenz zueinander stehen, müssen Prioritäten gesetzt werden. Auch andere Wirtschaftssubjekte (Privathaushalte, Personenvereinigungen, Staat und Staatsunternehmen) können diese Erkenntnisse nutzen.
Da bei operativen Entscheidungen stets mindestens zwei Handlungsalternativen zur Auswahl stehen, muss deren Nutzwert im Hinblick auf den Zielerreichungsgrad untersucht werden. Sind jedoch mehrere Ziele vorhanden, ist zu fragen, an welchem Ziel die Handlungsalternativen orientiert werden sollen. Dazu wird eine Analyse und Bewertung jedes Ziels vorgenommen.

## Zielbeziehungen
Die zwei Ziele {\displaystyle Z\,1} und {\displaystyle Z\,2} können in folgenden Zielbeziehungen zueinander stehen:
| Zielbeziehungen      | Definition                                                                                          | Maßnahme                                      |
| -------------------- | --------------------------------------------------------------------------------------------------- | --------------------------------------------- |
| Zielidentität        | {\displaystyle Z\,1=Z\,2} Ziele sind deckungsgleich                                                 | eines der beiden Ziele kann aufgegeben werden |
| Zielkomplementarität | {\displaystyle Z\,1=(f)Z\,2} die Verfolgung eines Ziels begünstigt die Erreichung des anderen Ziels | kein Handeln erforderlich                     |
| Zielneutralität      | jedes Ziel kann unabhängig vom anderen erfüllt werden                                               | kein Handeln erforderlich                     |
| Zielkonkurrenz       | durch die Erfüllung eines Ziels wird ein anderes beeinträchtigt                                     | Priorisierung ist erforderlich                |
| Zielantinomie        | {\displaystyle Z\,1}≠{\displaystyle Z\,2} zwei Ziele schließen sich vollständig aus                 | Priorisierung ist erforderlich                |

Am häufigsten gibt es Zielkonkurrenzen wie bei den Unternehmenszielen Rentabilität und Liquidität. Klassische Zielkonkurrenzen bestehen bei den ökonomischen Staatszielen innerhalb des Magischen Vierecks.

## Erstellung
Die Erstellung der Zielbeziehungsmatrix erfolgt in der Regel nach den folgenden Schritten:
- Ziele auflisten,
- Matrix erstellen,
- Ziele in der Zeilen- und Spaltenbeschriftung in der gleichen Reihenfolge auftragen,
- Schnittpunkte in der Matrix nach der Zielbeziehung bewerten,
- Ergebnisse können in der Zeilen- oder Spaltensumme abgelesen werden,
- ggf. visuelle Aufbereitung der Ziele durch ein Diagramm.

Ggf. nachfolgende Schritte: Erstellen einer Präferenzmatrix, um die Wichtigkeit der konkurrierenden Ziele zu analysieren und so eine Gewichtung der Ziele zu ermöglichen.

## Matrix
Bei vier Zielen mit Komplementarität ({\displaystyle K}), Neutralität ({\displaystyle N}) oder Konkurrenz ({\displaystyle k}) sollen sich folgende Kombinationen ergeben:
| Ziele                 | {\displaystyle Z\,1} | {\displaystyle Z\,2} | {\displaystyle Z\,3} | {\displaystyle Z\,4} | {\displaystyle Z_{n}} |
| --------------------- | -------------------- | -------------------- | -------------------- | -------------------- | --------------------- |
| {\displaystyle Z\,1}  |                      |                      |                      |                      |                       |
| {\displaystyle Z\,2}  | {\displaystyle K}    |                      |                      |                      |                       |
| {\displaystyle Z\,3}  | {\displaystyle N}    | {\displaystyle k}    |                      |                      |                       |
| {\displaystyle Z\,4}  | {\displaystyle N}    | {\displaystyle N}    | {\displaystyle N}    |                      |                       |
| {\displaystyle Z_{n}} | {\displaystyle K}    | {\displaystyle N}    | {\displaystyle K}    | {\displaystyle k}    |                       |

Die Matrix besagt unter anderem, dass {\displaystyle Z\,3} in Zielkonkurrenz zu {\displaystyle Z\,2} steht, so dass entschieden werden muss, welches Ziel Vorrang erhält. Durch Priorisierung mehrerer Ziele entsteht eine Zielhierarchie.
Durch die Zielbeziehungsmatrix werden alle Beziehungen zwischen den unterschiedlichen Zielen untereinander analysiert und übersichtlich aufbereitet. Als Ergebnis kann man aus der Matrix die unterschiedlichen Beziehungsarten und somit die Einflüsse auf die anderen Ziele ablesen.
Stehen Ziele zueinander im Konflikt (konkurrierende Ziele), dann ist es sinnvoll, in einem nächsten Schritt mit einer Präferenzmatrix die Wichtigkeit der einzelnen Ziele zu analysieren, um sich auf die wesentlichen Ziele konzentrieren zu können.